# St. Simons
St. Simons är en ort (CDP) i Glynn County, i delstaten Georgia, USA. Enligt United States Census Bureau har orten en folkmängd på 12 743 invånare (2010) och en landarea på 41,3 km².